# لوکا اونتو
لوکا اونتو (انگلیسی: Luca Oneto؛ زادهٔ ۱۱ نوامبر ۱۹۹۶) بازیکن فوتبال است.